# Würmaue am Heuberg
Würmaue am Heuberg ist ein mit Verordnung des Regierungspräsidiums Stuttgart vom 19. Dezember 1989 ausgewiesenes Naturschutzgebiet mit der Nummer 1.164. 

## Lage
Das Naturschutzgebiet befindet sich im Naturraum Obere Gäue und liegt in der Talaue der Würm zwischen Merklingen und Hausen an der Würm. Das Naturschutzgebiet ist vollständig umgeben vom Landschaftsschutzgebiet Nr. 1.15.027 Heckengäu-Weil der Stadt.

## Schutzzweck
Laut Verordnung ist der Schutzzweck
- die Erhaltung einer wertvollen, vielfältigen und charakteristischen Kulturlandschaft als Wiesenaue, die in harmonischer Weise mit natürlichen Landschaftselementen durchsetzt ist;
- die Sicherung und Erhaltung artenreicher Wiesen in verschiedenen Standortausprägungen;
- die Erhaltung der landschaftlichen und ökologischen Vielfalt an bewirtschafteten und nicht bewirtschafteten Grünlandflächen;
- die Erhaltung der natürlichen Dynamik der Würm und ihres röhrichtgesäumten Altlaufes.

## Flora und Fauna
Als botanische Besonderheit ist der in Baden-Württemberg sehr seltene Langhaarige Frauenmantel zu nennen. In den aufgelassenen Wiesen kommen gefährdete Schmetterlingsarten wie Kleiner Schillerfalter, Blauschwarzer Eisvogel und Schwalbenschwanz vor. Die Hochstaudenfluren bieten Lebensraum für die seltenen Laufkäferarten Sumpf-Kreuzläufer und Kohldistel-Kamelläufer. Im Schilfröhricht finden Rohrammer und Teichrohrsänger Brutmöglichkeiten.